# Cloruro de manganeso (III)
El cloruro de manganeso (III) es el compuesto inorgánico hipotético con la fórmula MnCl3 .
La existencia de este haluro binario no ha sido demostrada.   Aunque se conocen muchos derivados del MnCl3, como el MnCl3 (THF)3 y el MnCl3(OPPh3)2 , estable en laboratorio. En contraste con la naturaleza esquiva del MnCl3, los tricloruros de los metales adyacentes en la tabla periódica ( cloruro de hierro (III), cloruro de cromo (III) y cloruro de tecnecio (III)) son todos compuestos aislables.

## Historia del MnCl3y sus aductos
Se afirmaba que el MnCl3 era un sólido oscuro que se producía por la reacción de «acetato de manganeso(III) anhidro» y cloruro de hidrógeno líquido a -100 °C y que se descomponía por encima de -40 °C.
Otras afirmaciones se referían a la reacción del óxido de manganeso (III), el óxido-hidróxido de manganeso (III) y el acetato de manganeso básico con ácido clorhídrico. Sin embargo, investigaciones recientes han desmentido o puesto en duda seriamente estas afirmaciones. En concreto, se sabe que todos los compuestos conocidos que contienen MnCl3 son aductos estabilizados por un disolvente o ligando.

### Aductos

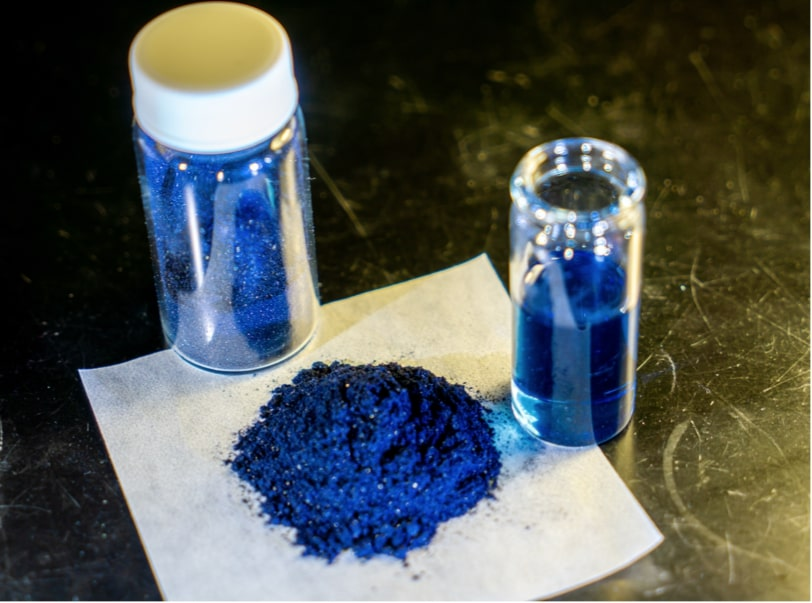
MnCl_{3}(OPPh_{3})_{2}, una forma derivada estable del MnCl_{3}

El MnCl3 puede estabilizarse por complejación con diversas bases de Lewis, como se ha comprobado a lo largo de muchos años de estudio.El Mn(III)Cl3 disuelto de forma metaestable en acetonitrilo puede prepararse a temperatura ambiente tratando                               [Mn12O12(OAc)16(H2O)4] con trimetilsililcloruro. El tratamiento de sales de permanganato con cloruro de trimetilsililo genera soluciones que contienen especies de Mn(III)-Cl para reacciones de dicloración de alquenos. Se han desarrollado métodos electrocatalíticos que utilizan intermedios de Mn(III)-Cl con el mismo fin.
La reacción del dióxido de manganeso con ácido clorhídrico en tetrahidrofurano produce MnCl3(H2O)(THF)2. El fluoruro de manganeso (III) suspendido en THF reacciona con el tricloruro de boro, dando MnCl3(THF)3 que tiene la apariencia de prismas de color púrpura oscuro. Este compuesto tiene una estructura cristalina monoclínica, reacciona con el agua y se descompone a temperatura ambiente.
El aducto más fácilmente manejable de esta serie es el MnCl3(OPPh3)2. 

### Pentacloromanganato (III)
Otro compuesto común de cloruro de manganeso (III) es el dianión pentacloromanganato (III). Suele tener la carga equilibrada con contraion(es) como el tetraetilamonio.Los pentacloromanganatos suelen ser de color verde, sensibles a la luz, mantienen la pentacoordinación en solución y tienen un estado fundamental S = 2 a temperatura ambiente.   Las estructuras cristalinas del pentacloromanganato indican que el anión es piramidal cuadrado.   El pentacloromanganato de tetraetilamonio (III), [Et4N]2[MnCl5], se puede preparar y aislar tratando una suspensión de [Mn12O12(OAc)16 (H2O)4 ] en éter dietílico con cloruro de trimetilsililo, recolectando el sólido púrpura resultante en la oscuridad y luego tratando este sólido con una solución 0,6 M de cloruro de tetraetilamonio. El producto verde es estable al aire pero debe conservarse en la oscuridad.

## Compuestos de monocloruro de manganeso (III)
Algunos compuestos de manganeso con coordinación tetradentada macrocíclica pueden estabilizar la fracción de monocloruro de manganeso (III), Mn(III)-Cl. El catalizador de Jacobson es un ejemplo de compuesto de coordinación que contiene la fracción Mn(III)-Cl y está estabilizado por la coordinación N,N,O,O de un ligando «salen». El catalizador de Jacobson y los complejos de Mn(III)-Cl relacionados reaccionan con reactivos de transferencia de átomo de oxígeno para formar compuestos de alto valor como reactivos en la epoxidación de alquenos. La tetrafenilporfirina Mn(III)Cl es un compuesto relacionado que está disponible comercialmente.

## Otros complejos de cloruro de manganeso (III)
- Cloruro de bis(trifenilfosfinoóxido) manganeso (III)